# Sudecki Okręg Przemysłowy

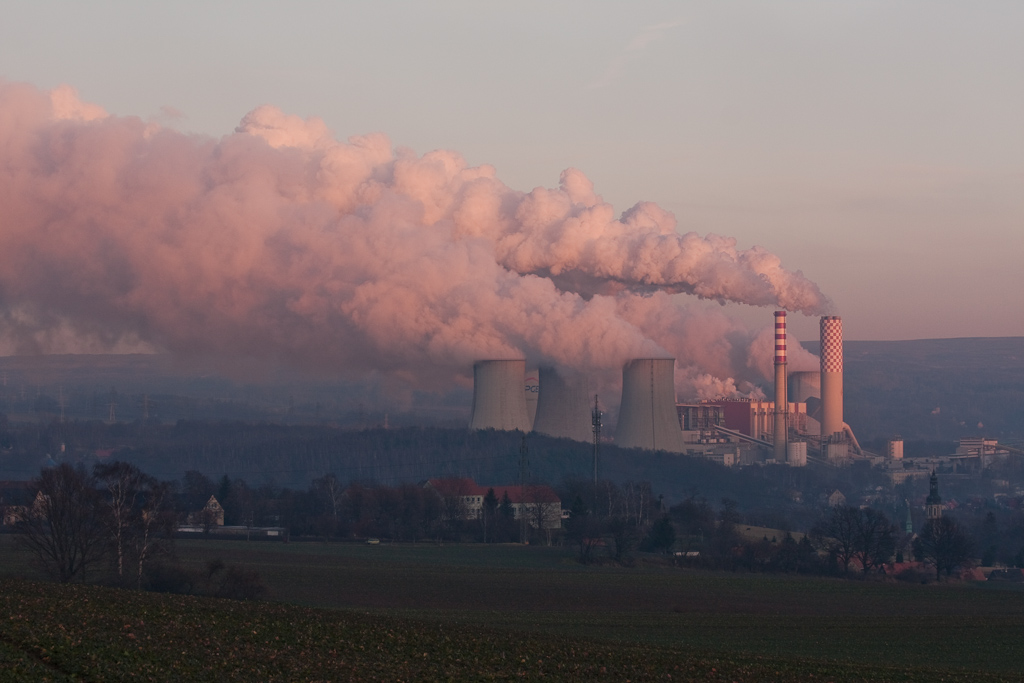
Elektrownia Turów, fot. 2009

Sudecki Okręg Przemysłowy – okręg przemysłowy w południowo-zachodniej Polsce, w Sudetach i na ich Przedgórzu, obejmujący część województwa dolnośląskiego. Powierzchnia 6,3 tys. km² (drugi co do wielkości po Górnośląskim Okręgu Przemysłowym).

## Historia powstania
Sudecki Okręg Przemysłowy rozwinął się już w XIX wieku, wykorzystując miejscowe surowce mineralne i zasoby surowców naturalnych (woda, lasy). Cechą charakterystyczną tego okręgu jest duża koncentracja małych i średnich zakładów przemysłowych. Jest to jeden ze schyłkowych okręgów w Polsce. W jego genezie ważną rolę odegrało rzemiosło tkackie, a później przemysł włókienniczy. Specyficzną cechą całego okręgu jest różnorodność branż przemysłu, który występuje w znacznym rozproszeniu na obszarach wiejskich i miejskich, na ogół w postaci niewielkich zakładów.
Okręg Sudecki, podobnie jak i łódzki, odznacza się słabą dynamiką rozwoju. Wysoki poziom rozwoju obszar ten osiągnął stosunkowo wcześnie. Po zakończeniu wojny nastąpił jednak spadek produkcji, spowodowany co najmniej kilkoma przyczynami: stratami majątku trwałego bezpośrednio po wyzwoleniu, pozornie niepewną sytuacją polityczną tego regionu, znacznymi ruchami ludności oraz bardzo małymi nakładami inwestycyjnymi.

## Główne surowce
W tym okręgu przemysłowym występują liczne surowce mineralne, m.in.: węgiel kamienny w Wałbrzychu i okolicach (Dolnośląskie Zagłębie Węglowe), węgiel brunatny w rejonie Bogatyni (Turoszowskie Zagłębie Węgla Brunatnego), rudy cyny w pobliżu Świeradowa-Zdroju, bazalt koło Lubania, kwarc w Górach Izerskich, wapień w Wojcieszowie, granit w Strzegomiu i Strzelinie, porfir i melafir w Górach Kamiennych, marmury w okolicy Stronia Śląskiego, sjenit w pobliżu Piławy Górnej. Niedawno kopalnie węgla kamiennego Dolnośląskiego Zagłębia Węglowego zostały zlikwidowane.

## Najważniejsze ośrodki przemysłowe
Głównymi ośrodkami przemysłowymi Sudeckiego Okręgu Przemysłowego są: Wałbrzych, Świdnica, Jelenia Góra, Dzierżoniów, Bielawa, Bolesławiec, Lubań, Kłodzko, Nowa Ruda, Zgorzelec, Bogatynia, Świebodzice. Wiele małych zakładów zlokalizowanych jest we wsiach, dlatego też stopień uprzemysłowienia wsi jest tu najwyższy w Polsce.
Dzięki bogatej bazie surowcowej rozwinął się przemysł: materiałów budowlanych, energetyczny (elektrownia Turów o mocy 2000 MW), elektromaszynowy (wagony, cysterny, urządzenia przemysłowe, aparatura precyzyjna, maszyny włókiennicze), przemysł włókienniczy: lniarski, bawełniany, jedwabniczy, wełniany (Bielawa, Dzierżoniów, Walim, Wałbrzych, Świebodzice, Nowa Ruda, Piława Górna, Świdnica), drzewny (tartaki, zakłady meblarskie), porcelany stołowej (Wałbrzych, Jaworzna Śląska, Piechowice, Szklarska Poręba, Stronie Śląskie), spożywczy (cukrownie, browary, młyny, przetwórnie owocowo-warzywne).

## Problemy ochrony środowiska
Wieloletnia presja wywierana przez przemysł na środowisko spowodowała, że na obszarze tym można dziś wyróżnić obszary o znacznym stopniu zanieczyszczenia takie jak okolice Legnicy i Głogowa, rejon Wrocławia (wzdłuż doliny Odry), Jeleniej Góry, Wałbrzycha, Turoszowa (wzdłuż zachodniej granicy).
W województwie dolnośląskim, a więc i w Sudetach istnieją problemy regionalne, do których zaliczyć należy:
- zanieczyszczenie powietrza powodowane przez Elektrownię "Turów",
- problemy związane z likwidacją kopalń w Dolnośląskim Zagłębiu Węglowym (odprowadzanie wód dołowych i przedostawanie się do gruntu i atmosfery metanu),
- przekształcanie terenów, emisja zanieczyszczeń do powietrza, wód i gleby związanych z przemysłem wydobywczo-przetwórczym miedzi,
- emisja zanieczyszczeń specyficznych (głównie chlorowcopochodnych) z Zakładów Chemicznych "Rokita" w Brzegu Dolnym,
- problemy dużej aglomeracji wrocławskiej.